# Nous pour un moment
Nous pour un moment (La deg være, littéralement traduisible par « Te laisser être ») est une pièce de théâtre en prose de l'auteur dramatique contemporain norvégien Arne Lygre créée en 2017 au Nationaltheatret d'Oslo (Norvège) et publiée puis créée en France par le metteur en scène Stéphane Braunschweig au théâtre de l'Odéon en 2019.

## Résumé
Une femme dont la mère vient de mourir rencontre une inconnue de passage dans sa ville avec qui elle se lie d'amitié et qu'elle héberge. Elles visitent ensemble un ami, et les deux convainquent la femme de quitter son amant. La rupture consommée, celle-ci entame une relation avec un nouvel amoureux plus âgé avant de retrouver une amie d'enfance avec qui elle visite sa mère. Finalement, alors qu'elle marche dans la rue, n autre inconnu s'apprête à la tuer, mais renonce par compassion.

## Personnages
- Une Personne
- Un.e ami.e
- Une connaissance
- Un.e inconnu.e
- Un.e ennemi.e

Tous ces noms de personnages tels qu'ils sont donnés dans la liste des personnages peuvent désigner plusieurs personnages différents comme l'indique le nom des parties. Ceci fait que au total il y aurait, selon Stéphane Braunschweig, une vingtaine de personnages.

## Structure
- Maintenant
- Une autre personne
- Un autre ami
- Une autre connaissance
- Un autre inconnu
- Un autre ennemi

Ces parties successives changent régulièrement par leur nom la liste des personnages et sont toujours plus courtes, jusqu'à la dernière qui n'est qu'un monologue de deux pages aux éditions l'Arche.

## Mises en scène françaises
- 2019 : mise en scène de Stéphane Braunschweig, Théâtre de l'Odéon[4]

## Traductions françaises
- 2019 : Astrid Shenka et Stéphane Braunschweig, L'Arche[5]